# Perean Kangin
Perean Kangin is een bestuurslaag in het regentschap Tabanan van de provincie Bali, Indonesië. Perean Kangin telt 2628 inwoners (volkstelling 2010).